# Roland Kalkman
Roland Kalkman (Maassluis, 23 maart 1971) is een Nederlandse kinderboekenschrijver. Hij heeft boeken geschreven voor kleuters, kinderen van 9 tot 12 en jongeren van 12 jaar en ouder. Voor de boeken Geldjacht, Rosa, straatverkoopster in Colombia, Bedreigd en Online Bedreigd won hij in resp. 2004, 2005, 2021 en 2022 de Eigenwijsprijs.
Roland Kalkman woont in Maassluis, is getrouwd en heeft drie kinderen. Naast het schrijven werkt hij in het onderwijs als teamleider van een ambulante begeleidingsdienst voor het onderwijs voor kinderen met Taalontwikkelingsstoornis, of die Slechthorend/Doof zijn.